# Стеван Пешич
Стеван Пешич (на сръбски: Стеван Пешић) е сръбски и югославски драматург, писател и поет, автор на произведения в жанровете драма, лирика, детска литература и пътепис, особено известен със своите пътеписи от Непал, Тибет и Шри Ланка.

## Биография и творчество
Стеван Пешич е роден на 8 юли 1939 г. в Ковил, Кралство Югославия, в ромско семейство. Завършва основно училище в родния си град и после гимназия в Сремски Карловци. След това се премества в Белград и започва да пътува из Европа, издържайки се с работа. После пътува из Азия в продължение на няколко години. Посещава Иран, Пакистан, Афганистан, Непал, Индия, Тибет и Шри Ланка. След завръщането си в Белград работи като автор на свободна практика, пишейки поезия, книги, пиеси и материали за телевизия и радио.
Първата му книга, стихосбирката „Месечева енциклопедија“ (Лунна енциклопедия), е издадена през 1965 г. Сред издадените му произведения са: пътеписите „Катманду“, 1982 г., „Светлият остров“, 1984 г., романите „Сарат и Випули“, 1984 г., „Тибетци“, 1988 г., разказите „Кореспонденция с Бога“, 1990 г. Посмъртно са публикувани сборникът му с разкази „Пътешествие в Раджастан“, 1997 г., и „Голямата книга или книга за Ковил“, роман в седем тома (2002 – 2010). Най-известен е със своите поетични пътеписи от Тибет, Индия, Непал и Шри Ланка.
Автор е на много пиеси, както за възрастни, така и за деца. Пиесите му за деца – „Крилата крава“, „Гъската на луната“, „Странното чудо“, „Градът със заешки уши“, „Удивителното грозде“, „Ловна история“, „Не мога без кон“ и други, до края на XX век стават част от стандартния репертоар на кукления и детски театър в Сърбия и Югославия и имат трайно значение за съвременния сръбски театър. Драмите му се характеризират с прекрасни и фантастични събития.
През 1988 г. майка му Даринка дарява много книги от домашната му библиотека на Градската библиотека на Нови Сад, като много от тях са с подписа и посвещението на автора.
Стеван Пешич умира в бедност на 7 юли 1994 г. в Белград, Сърбия.
На негово име през 1995 г. градската библиотека в Нови Сад и Съветът на Ковил учредяват литературната награда „Стеван Пешич“ за проза, поезия, есета, пътеписи и драматургия.

## Произведения

### Книги
- Месечева енциклопедија (1965) – стихосбирка[2][4]
- Катманду (1982) – пътепис
Катманду, изд. „Black-Flamingo“ (2019), прев. Жела Георгиева
- Светло острво (1984) – пътепис
- Сарат и Випули (1984) – роман
- Тибетанци (1988) – роман
- Дописивање с Богом (1990) – разказ
- Пут у Раџастан (1997) – сборник разкази
- Велика књига или књига о Ковиљу (2002 – 2010) – роман в 7 тома

### Пиеси
- Крилате краве[1]
- Ловачка прича
- Чудесни виноград
- Плава птица
- Курир Јовица
- Омер и Мерима
- Тесла или прилагођавање анђела
- Гуска на месецу
- Град са зечјим ушима
- Кад је Дунав био млад

### Екранизации
- Gost prolecne veceri (1966) – тв филм
- Rodjendan (1966) – тв филм
- Severno more (1968) – тв филм
- Zigmund Brabender, lovac i ser (1969) – тв сериал
- Darinka iz Rajkovca (1975) – тв филм
- Tesla ili prilagodjavanje andjela (2001) – тв филм
- Tesla ili prilagodjavanje andjela (2014) – тв филм